# Saison 1999 de la Super League
Navigation
Édition précédente Édition suivante
La Saison 1999 de la Super League (connue pour des raisons de partenariats comme la « JJB Sports Super League IV ») est la quatrième saison de cette compétition qui est le top-niveau du rugby à XIII européen. La compétition met aux prises quatorze clubs anglais. Pour la deuxième fois, une phase finale et une finale détermine le vainqueur de la compétition.

## Classement
|    | Equipe                     | J  | G  | N | P  | Pp   | Pc   | PD   | Pts |
| -- | -------------------------- | -- | -- | - | -- | ---- | ---- | ---- | --- |
| 1  | Bradford Bulls             | 30 | 25 | 1 | 4  | 897  | 445  | +452 | 51  |
| 2  | St Helens                  | 30 | 23 | 0 | 7  | 1034 | 561  | +473 | 46  |
| 3  | Leeds Rhinos               | 30 | 22 | 1 | 7  | 910  | 558  | +352 | 45  |
| 4  | Wigan Warriors             | 30 | 21 | 1 | 8  | 877  | 390  | +487 | 43  |
| 5  | Castleford Tigers          | 30 | 19 | 3 | 8  | 712  | 451  | +261 | 41  |
| 6  | Gateshead Thunder          | 30 | 19 | 1 | 10 | 775  | 576  | +199 | 39  |
| 7  | Warrington Wolves          | 30 | 15 | 1 | 14 | 700  | 717  | -17  | 31  |
| 8  | London Broncos             | 30 | 13 | 2 | 15 | 664  | 708  | -64  | 28  |
| 9  | Halifax Blue Sox           | 30 | 11 | 0 | 19 | 573  | 792  | -219 | 22  |
| 10 | Sheffield Eagles           | 30 | 10 | 1 | 19 | 518  | 818  | -300 | 21  |
| 11 | Wakefield Trinity Wildcats | 30 | 10 | 0 | 20 | 208  | 795  | -187 | 20  |
| 12 | Salford Reds               | 30 | 6  | 1 | 23 | 526  | 916  | -390 | 13  |
| 13 | Hull Sharks                | 30 | 5  | 0 | 25 | 422  | 921  | -499 | 10  |
| 14 | Huddersfield Giants        | 30 | 5  | 0 | 25 | 463  | 1011 | -548 | 10  |

|  | Qualifié pour la phase finale.     |
|  | Non qualifié pour la phase finale. |

Attribution des points : deux points sont attribués pour une victoire, un point pour un match nul, aucun point en cas de défaite.

## Phase finale
|  | Finales de qualification | Finales de qualification | Finales de qualification |  |   | Demi-finales | Demi-finales | Demi-finales |            |           | Finale préliminaire | Finale préliminaire | Finale préliminaire |           |   | La grande finale | La grande finale | La grande finale |
|  |                          |                          |                          |  |   |              |              |              |            |           |                     |                     |                     |           |   |                  |                  |                  |
|  |                          |                          |                          |  |   | 1            | Bradford     | 40           |            |           |                     |                     |                     |           |   |                  |                  |                  |
|  |                          |                          |                          |  |   | 2            | St Helens    | 4            |            |           |                     |                     |                     |           |   | 1                | Bradford         | 6                |
|  | 2                        | St Helens                | 38                       |  |   |              |              |              | 2          | St Helens | 36                  |                     | 2                   | St Helens | 8 |                  |                  |                  |
|  | 3                        | Leeds                    | 14                       |  |   |              |              | 5            | Castleford | 6         |                     |                     |                     |           |   |                  |                  |                  |
|  |                          |                          |                          |  |   | 3            | Leeds        | 16           |            |           |                     |                     |                     |           |   |                  |                  |                  |
|  | 4                        | Wigan                    | 10                       |  | 5 | Castleford   | 23           |              |            |           |                     |                     |                     |           |   |                  |                  |                  |
|  | 5                        | Castleford               | 14                       |  |   |              |              |              |            |           |                     |                     |                     |           |   |                  |                  |                  |